# Pontus Wiklund
Pontus Napoleon Wiklund, född 20 september 1929 i Skellefteå landsförsamling, död 22 augusti 2024, var en svensk kristdemokratisk politiker, som mellan 1991 och 1994 var riksdagsledamot för Kristdemokraterna i Gävleborgs läns valkrets.
Han representerade sitt parti i den parlamentariska Pensionsarbetsgruppen, som åren 1991–1994 skapade det nya pensionssystemet.